# Juraj Sagan
Juraj Sagan (ur. 23 grudnia 1988 w Żylinie) – słowacki kolarz szosowy. Olimpijczyk (2020).
Juraj Sagan jest starszym bratem Petera Sagana – był pierwszym z rodzeństwa Saganów, który zaczął treningi na rowerze, a Peter Sagan trafił do tego sportu za jego sprawą.

## Osiągnięcia
Opracowano na podstawie:

2006
- 1. miejsce na 1. etapie Pucharu Prezydenta Miasta Grudziądza

2009
- 1. miejsce w Grand Prix Boka

2015
- 2. miejsce w mistrzostwach Słowacji (start wspólny)

2016
- 1. miejsce na 5. etapie Tour of Croatia (jazda drużynowa na czas)
- 1. miejsce w mistrzostwach Słowacji (start wspólny)

2017
- 1. miejsce w mistrzostwach Słowacji (start wspólny)

2018
- 2. miejsce w mistrzostwach Słowacji (start wspólny)

2019
- 3. miejsce w Hammer Limburg (drużynowo)
- 1. miejsce w mistrzostwach Słowacji (start wspólny)

2020
- 1. miejsce w mistrzostwach Słowacji (start wspólny)

## Rankingi
| Rok             | 2007  | 2008  | 2009 | 2010 | 2011 | 2012 | 2013 | 2014 | 2015 | 2016 | 2017 | 2018 | 2019 | 2020 | 2021  |
| --------------- | ----- | ----- | ---- | ---- | ---- | ---- | ---- | ---- | ---- | ---- | ---- | ---- | ---- | ---- | ----- |
| UCI World Tour  |       |       |      |      | -    | -    | -    | -    | -    | -    | 280. | 383. |      |      |       |
| World Ranking   |       |       |      |      |      |      |      |      |      | 605. | 746. | 637. | 679. | 301. | 2123. |
| UCI Europe Tour | 1092. | 1217. | 313. | -    |      |      |      |      |      | 499. | 742. | 408. | 501. | 249. | 1441. |
| UCI Asia Tour   | -     | -     | -    | -    |      |      |      |      |      | 297. | -    | -    |      |      |       |
| UCI Africa Tour | -     | -     | 132. | -    |      |      |      |      |      | -    | -    | -    |      |      |       |
|                 |       |       |      |      |      |      |      |      |      |      |      |      |      |      |       |
| Źródło: UCI     |       |       |      |      |      |      |      |      |      |      |      |      |      |      |       |